# Armin Ude
Armin Ude (* 16. Januar 1933 in Weißenfels; † 4. Dezember 2015) war ein deutscher Opernsänger und Hochschullehrer.

## Leben und Wirken
Nach dem Musikstudium an der Universität Leipzig nahm er bei Erna-Hähnel-Zuless Gesangsunterricht und wechselte dann zu Dagmar Freiwald-Lange nach Berlin. 1959 debütierte er am Stadttheater Frankfurt an der Oder und ging 1961 nach Cottbus und 1966 nach Magdeburg, bevor er 1968 ständiges Mitglied der Staatsoper in Dresden wurde. Außerdem war er von 1969 bis 1974 als Lehrer an der Musikhochschule in Berlin tätig.